# Ceratozetes mediocris
Ceratozetes mediocris är en kvalsterart som beskrevs av Berlese 1908. Ceratozetes mediocris ingår i släktet Ceratozetes och familjen Ceratozetidae. Inga underarter finns listade i Catalogue of Life.